# The Lay of Thrym
The Lay of Thrym är det färöiska viking metal/folk metal-bandet Týrs sjätte studioalbum. Albumet utgavs maj 2011 av skivbolaget Napalm Records. En digipak-utgåva med två bonusspår gavs ut i begränsad upplaga.

## Låtlista
1. "Flames of the Free" – 4:17
2. "Shadow of the Swastika" – 4:23
3. "Take Your Tyrant" – 3:55
4. "Evening Star" – 5:04
5. "Hall of Freedom" – 4:06
6. "Fields of the Fallen" – 4:59
7. "Konning hans" – 4:27
8. "Ellindur bóndi á jaðri" – 3:55
9. "Nine Worlds of Lore" – 4:04
10. "The Lay of Thrym" – 6:48

Bonusspår
1. "I" (Black Sabbath-cover) – 4:42
2. "Stargazer" (Rainbow-cover) – 6:19

- Text: Heri Joensen (spår 1–6, 8–10), Trad. (spår 7), Ronnie James Dio (spår 11, 12)
- Musik: Heri Joensen (spår 1–10), Terji Skibenæs (spår 6), Gunnar Thomsen (spår 10), Trad. (spår 4, 7–9), Geezer Butler/Ronnie James Dio/Tony Iommi (spår 11), Ritchie Blackmore/Ronnie James Dio (spår 12)

## Medverkande
Musiker (Týr-medlemmar)
- Heri Joensen – gitarr, sång
- Gunnar Thomsen – basgitarr
- Kári Streymoy – trummor
- Terji Skibenæs – gitarr

Andra medverkande
- Jacob Hansen –  ljudtekniker, ljudmix, mastering
- Jeppe Andersson – ljudtekniker
- Terji Skibenæs – ljudtekniker
- Heri Joensen – ljudtekniker
- Gyula Havancsák – omslagsdesign, omslagskonst
- Kristfried Tyril – foto